# 西虹市首富
《西虹市首富》（英語：Hello Mr. Billionaire）是一部于2018年上映的喜剧电影。由沈腾、宋芸桦、张一鸣、张晨光、常远、魏翔主演，2018年7月27日于中国大陆上映。本片翻拍自1902年的美国小說《財神有難》。

## 演员

### 主要演员
| 演员姓名 | 角色名称 | 介绍                                         |
| 沈腾     | 王多鱼   | 落魄的丙级足球队大翔队守门员，後為夏竹丈夫   |
| 宋芸桦   | 夏竹     | 金融街黑寡妇，王多鱼的个人财务会计，後為其妻 |
| 张一鸣   | 庄强     | 王多鱼的好友、球队队友                       |
| 张晨光   | 金凯瑞   | 西虹人寿管理者，王宗耀的伴侶                 |
| 常远     | 柳建南   | 夏竹的男友，後分手，号称西虹市王力宏         |
| 魏翔     | 马大翔   | 大翔队主教练                                 |

### 其他演员
| 演员姓名 | 角色名称   | 介绍                                                                                 |
| 王成思   | 大聪明     | 庄强小学同学                                                                         |
| 艾伦     | 高然       | 厂州恒太队队长，要求恆太隊進球二位數                                                 |
| 李立群   | 王宗耀     | 王多鱼失散多年的叔公，人稱二爺，臺灣保险业大亨，金凱瑞的伴侶                         |
| 九孔     | 赖先生     | 資產管理公司的“哼哈二将”之一                                                         |
| 赵自强   | 殷先生     | 資產管理公司的“哼哈二将”之一                                                         |
| 徐冬冬   | 莎莎       | “哼哈二将”指使色誘王多魚的按摩小妹                                                   |
| 杨皓宇   | 碰瓷的路人 | 客串                                                                                 |
| 黄才伦   | 足球解说员 | 客串                                                                                 |
| 王力宏   | 王力宏     | 本尊客串                                                                             |
| 包贝尔   | 客串       | 西虹市公民，胖子                                                                     |
| 郎咸平   | 经济学家   |                                                                                      |
| 张绍刚   | 主持人     |                                                                                      |
| 杨文哲   | 股票专家   |                                                                                      |
| 陶亮     | 发明家     | 陆地游泳爱好者，發明陸游器吸引王多魚投資，竟意外讓此項目翻倍進帳，使得王多魚十分苦惱 |
| 杨沅翰   | 交警       |                                                                                      |
| 陈昊明   | 交通播报员 |                                                                                      |
| 臧一人   | 理发师     | 为王多鱼打造10亿发型的理发师                                                         |

## 配乐
| 名称             | 描述   | 演唱            | 作词     | 作曲           |
| ---------------- | ------ | --------------- | -------- | -------------- |
| 你之所以是你     | 片尾曲 | 左小祖咒/范曉萱 | 左小祖咒 | 左小祖咒       |
| 彩虹下面         | 推广曲 | 赵雷            | 赵雷     | 赵雷           |
| 膨胀             | 插曲   | 陆通            | 周品     | Akiyama Sayuri |
| 卡路里           | 插曲   | 火箭少女101     | 李聪     | Akiyama Sayuri |
| 需要人陪         | 插曲   | 王力宏          | 王力宏   | 王力宏         |
| 不可能错过你     | 插曲   | 王力宏          |          | 陈伟           |
| 忘忧草           | 插曲   | 周华健          | 宇德敬子 | 宇德敬子       |
| 有一种爱叫做放手 | 插曲   | 阿木            | 张嘉兴   | 黄友桢         |
| 护花使者         | 插曲   | 李克勤          | 潘偉源   | 長谷川集平     |

## 票房
上映四天票房超过10亿人民币，上映12日票房超过21亿人民币，最终累计25.47亿元，位居中国大陆影史第七位，2018年中国电影票房总榜第四位。
| 上一届： 《我不是药神》 | 2018年中国内地一周票房冠军 第30、31週 | 下一届： 《一出好戏》 |

香港票房累計117,706元港幣，在當年上映的27部非屬香港電影（含合拍片）的華語電影中排名第20位。

## 争议
2019年，编剧王倩以侵犯著作權为由，将电影《西虹市首富》的出品方等起诉至法院。王倩认为，《西虹市首富》与她于2015年7月到9月之间创作的剧本《财产继承者之“有钱了”》，在主要人物关系、故事情节方面存在大量相同或近似，涉案电影剽窃了涉案剧本的核心独创情节，六被告构成著作权侵权行为。王倩请求法院判令六被告承担停止侵权、赔礼道歉、赔偿合理支出等侵权责任。但一审法院经审理认为，王倩主张的著作权侵权并不成立，驳回了其全部诉讼请求。王倩不服，上诉至北京知识产权法院。2021年3月18日，该案二审开庭审理，但双方仍存分歧。